# Communauté de communes du Pays de Bégard
La communauté de communes du Pays de Bégard  est une ancienne communauté de communes française, située dans le département des Côtes-d'Armor, en région Bretagne.

## Histoire
Créée le 23 décembre 1996 par arrêté préfectoral, la communauté de communes du Pays de Bégard regroupait les sept communes du canton de Bégard et a succédé au SIVOM du canton de Bégard fondé le 2 décembre 1991 après une année de discussions.
Elle disparait le 31 décembre 2016 en fusionnant avec les communautés de communes de Callac - Argoat, Paimpol-Goëlo, Pays de Belle-Isle-en-Terre, Pays de Bourbriac, Guingamp Communauté et Pontrieux Communauté pour former une nouvelle communauté d'agglomération, sous le nom de Guingamp Paimpol Armor Argoat Agglomération,.

## Territoire communautaire

### Géographie
Située dans le pays historique du Trégor et de Guingamp au sens de la loi Voynet, au nord-ouest du département, elle regroupait les sept communes du canton de Bégard.

### Composition
Elle était composée des 7 communes suivantes :
| Nom            | Code Insee | Gentilé          | Superficie (km2) | Population (dernière pop. légale) | Densité (hab./km2) |
| -------------- | ---------- | ---------------- | ---------------- | --------------------------------- | ------------------ |
| Bégard (siège) | 22004      | Bégarrois        | 36,41            | 4 769 (2014)                      | 131                |
| Kermoroc'h     | 22091      | Kermorochois     | 6,16             | 440 (2014)                        | 71                 |
| Landebaëron    | 22095      | Landebaëronnais  | 6,44             | 188 (2014)                        | 29                 |
| Pédernec       | 22164      | Pédernecois      | 27,05            | 1 894 (2014)                      | 70                 |
| Saint-Laurent  | 22310      | Saint-Laurentais | 8,96             | 511 (2014)                        | 57                 |
| Squiffiec      | 22338      | Squiffiécois     | 10,80            | 805 (2014)                        | 75                 |
| Trégonneau     | 22358      | Trégonnois       | 6,32             | 547 (2014)                        | 87                 |

### Démographie
| 1999  | 2006  | 2009  | 2011  | 2012  |
| ----- | ----- | ----- | ----- | ----- |
| 8 044 | 8 434 | 8 842 | 9 094 | 9 178 |

## Administration

### Siège
Le siège de la communauté de communes était à Bégard, 2 rue de la Résistance.

### Conseil communautaire
Les 28 conseillers titulaires étaient répartis selon le droit commun comme suit :
| Nombre de conseillers | Communes                                           |
| --------------------- | -------------------------------------------------- |
| 11                    | Bégard                                             |
| 6                     | Pédernec                                           |
| 3                     | Squiffiec                                          |
| 2                     | Kermoroc'h, Landebaëron, Saint-Laurent, Trégonneau |

### Élus
La communauté de communes était administrée par un conseil communautaire constitué en 2014 de 28 conseillers communautaires.
À la suite des élections municipales de 2014 dans les Côtes-d'Armor, le conseil communautaire du 17 avril 2014 avait élu son président, Vincent Clec'h, premier adjoint au maire de Bégard, ainsi que ses  6 vice-présidents. La liste des vice-présidents était alors la suivante :
|     | Attributions                                                   | Identité            | Qualité                                  |
| --- | -------------------------------------------------------------- | ------------------- | ---------------------------------------- |
| 1er | Habitat, logement, transport à la demande et portage des repas | Yvon Le Moigne      | Maire de Squiffiec                       |
| 2e  | Action économique                                              | Hervé Rannou        | Conseiller municipal délégué de Pédernec |
| 3e  | Petite enfance, enfance et jeunesse                            | Annie Le Gall       | Maire de Saint-Laurent                   |
| 4e  | Tourisme                                                       | Hervé Le Gall       | Adjoint au maire de Bégard               |
| 5e  | Culture                                                        | Valentina Piron     | Adjointe au maire de Bégard              |
| 6e  | Environnement et agriculture                                   | Sébastien Tondereau | Maire de Landébaëron                     |

Le bureau communautaire comptait par ailleurs quatre autres membres : Gérard Le Caër (Bégard), Marie-Annick Prigent (Kermoroc'h), Jean-Paul Le Goff (Pédernec) et Jean-Luc Picaud (Trégonneau), qui sont les maires n'ayant pas obtenu de vice-présidence.

### Liste des présidents
| Période                                    | Période       | Identité                   | Étiquette | Qualité                                                                  |
| ------------------------------------------ | ------------- | -------------------------- | --------- | ------------------------------------------------------------------------ |
| Syndicat intercommunal à vocation multiple |               |                            |           |                                                                          |
| décembre 1991                              | décembre 1996 | Noël Bernard               | PCF       | Maire de Bégard (1983 → 2008) Conseiller général de Bégard (1976 → 2001) |
| Communauté de communes                     |               |                            |           |                                                                          |
| décembre 1996                              | avril 2001    | Noël Bernard               | PCF       | Maire de Bégard (1983 → 2008) Conseiller général de Bégard (1976 → 2001) |
| avril 2001                                 | avril 2008    | Gérard Le Caër (1956-2018) | PCF       | Adjoint au maire de Bégard (1983 → 2008)                                 |
| avril 2008                                 | avril 2014    | Jean Ribaut                | PS        | Maire de Trégonneau (1989 → 2014)                                        |
| avril 2014                                 | décembre 2016 | Vincent Clec'h             | PS        | 1er adjoint au maire de Bégard (2008 → 2018)                             |